# Spyke Falls
Die Spyke Falls sind ein Wasserfall auf der Karibikinsel St. Lucia.
Der Wasserfall liegt im Süden der Insel in Fond St. Jacques (Migny), im Quarter Soufrière. In Unmittelbarer Nähe befindet sich die Fond St. Jacques Catholic Church.